# محطة الكابتن أرتورو برات
محطة الكابتن أرتورو برات (بالإنجليزية: Captain Arturo Prat Base)‏ هي محطة أبحاث تشيلية تقع في جون إكيكي، جزيرة غرينتش في جزر شيتلاند الجنوبية، أنتاركتيكا.
تم افتتاحها في 6 فبراير 1947 بواسطة أول بعثة تشيلية إلى القطب الجنوبي، كما تعد أقدم محطة أبحاث تشيلية في أنتاركتيكا. حتى 1 مارس 2006، كانت المحطة قاعدة تابعة للبحرية الشيلية، وفي ذلك التاريخ تم تسليمها إلى حكومة إقليم ماجلان. إلى غاية فبراير 2004، كانت القاعدة تشتغل بصفة دائمة. بعد ذلك، تم تحويلها إلى قاعدة صيفية للبحوث الأيونوسفيرية والأرصاد الجوية. ابتداء من مارس 2008، كانت هناك خطط لإعادة فتح المحطة للاشتغال طوال السنة. تم تسمية القاعدة نسبة إلى أرتورو برات، وهو ضابط سابق في البحرية التشيلية.

## المناخ
يظهر الجدول التالي التغييرات المناخية على مدار السنة لمحطة الكابتن أرتورو برات:
| البيانات المناخية لـمحطة الكابتن أرتورو برات | البيانات المناخية لـمحطة الكابتن أرتورو برات | البيانات المناخية لـمحطة الكابتن أرتورو برات | البيانات المناخية لـمحطة الكابتن أرتورو برات | البيانات المناخية لـمحطة الكابتن أرتورو برات | البيانات المناخية لـمحطة الكابتن أرتورو برات | البيانات المناخية لـمحطة الكابتن أرتورو برات | البيانات المناخية لـمحطة الكابتن أرتورو برات | البيانات المناخية لـمحطة الكابتن أرتورو برات | البيانات المناخية لـمحطة الكابتن أرتورو برات | البيانات المناخية لـمحطة الكابتن أرتورو برات | البيانات المناخية لـمحطة الكابتن أرتورو برات | البيانات المناخية لـمحطة الكابتن أرتورو برات | البيانات المناخية لـمحطة الكابتن أرتورو برات |
| الشهر                                        | يناير                                        | فبراير                                       | مارس                                         | أبريل                                        | مايو                                         | يونيو                                        | يوليو                                        | أغسطس                                        | سبتمبر                                       | أكتوبر                                       | نوفمبر                                       | ديسمبر                                       | المعدل السنوي                                |
| -------------------------------------------- | -------------------------------------------- | -------------------------------------------- | -------------------------------------------- | -------------------------------------------- | -------------------------------------------- | -------------------------------------------- | -------------------------------------------- | -------------------------------------------- | -------------------------------------------- | -------------------------------------------- | -------------------------------------------- | -------------------------------------------- | -------------------------------------------- |
| الدرجة القصوى °م (°ف)                        | 12.8 (55.0)                                  | 19.3 (66.7)                                  | 12.0 (53.6)                                  | 8.0 (46.4)                                   | 11.0 (51.8)                                  | 9.0 (48.2)                                   | 10.0 (50.0)                                  | 8.0 (46.4)                                   | 8.0 (46.4)                                   | 7.5 (45.5)                                   | 10.1 (50.2)                                  | 14.4 (57.9)                                  | 19.3 (66.7)                                  |
| متوسط درجة الحرارة الكبرى °م (°ف)            | 3.6 (38.5)                                   | 3.6 (38.5)                                   | 2.5 (36.5)                                   | 0.4 (32.7)                                   | −0.9 (30.4)                                  | −2.7 (27.1)                                  | −3.3 (26.1)                                  | −2.6 (27.3)                                  | −1.7 (28.9)                                  | −0.3 (31.5)                                  | 0.9 (33.6)                                   | 2.3 (36.1)                                   | 0.1 (32.3)                                   |
| المتوسط اليومي °م (°ف)                       | 1.7 (35.1)                                   | 1.8 (35.2)                                   | 0.7 (33.3)                                   | −1.7 (28.9)                                  | −3.1 (26.4)                                  | −5.2 (22.6)                                  | −6.2 (20.8)                                  | −5.4 (22.3)                                  | −4.3 (24.3)                                  | −2.4 (27.7)                                  | −0.8 (30.6)                                  | 0.5 (32.9)                                   | −2.0 (28.3)                                  |
| متوسط درجة الحرارة الصغرى °م (°ف)            | 0.4 (32.7)                                   | 0.4 (32.7)                                   | −1.0 (30.2)                                  | −3.6 (25.5)                                  | −5.3 (22.5)                                  | −7.9 (17.8)                                  | −9.2 (15.4)                                  | −8.4 (16.9)                                  | −7.0 (19.4)                                  | −4.4 (24.1)                                  | −2.3 (27.9)                                  | −0.8 (30.6)                                  | −4.1 (24.6)                                  |
| أدنى درجة حرارة °م (°ف)                      | −8.8 (16.2)                                  | −10.4 (13.3)                                 | −13.0 (8.6)                                  | −18.8 (−1.8)                                 | −24.0 (−11.2)                                | −25.8 (−14.4)                                | −29.2 (−20.6)                                | −25.6 (−14.1)                                | −22.0 (−7.6)                                 | −17.2 (1.0)                                  | −9.6 (14.7)                                  | −7.8 (18.0)                                  | −29.2 (−20.6)                                |
| الهطول مم (إنش)                              | 63.8 (2.51)                                  | 55.5 (2.19)                                  | 70.3 (2.77)                                  | 56.1 (2.21)                                  | 48.4 (1.91)                                  | 39.1 (1.54)                                  | 38.6 (1.52)                                  | 31.8 (1.25)                                  | 43.2 (1.70)                                  | 47.9 (1.89)                                  | 69.7 (2.74)                                  | 57.1 (2.25)                                  | 621.5 (24.48)                                |
| متوسط أيام هطول الأمطار (≥ 1.0 mm)           | 9.0                                          | 8.5                                          | 10.9                                         | 10.2                                         | 8.2                                          | 7.8                                          | 8.6                                          | 9.0                                          | 9.8                                          | 11.7                                         | 12.5                                         | 10.3                                         | 116.5                                        |
| المصدر: Climatebase.ru                       |                                              |                                              |                                              |                                              |                                              |                                              |                                              |                                              |                                              |                                              |                                              |                                              |                                              |

## معرض صور

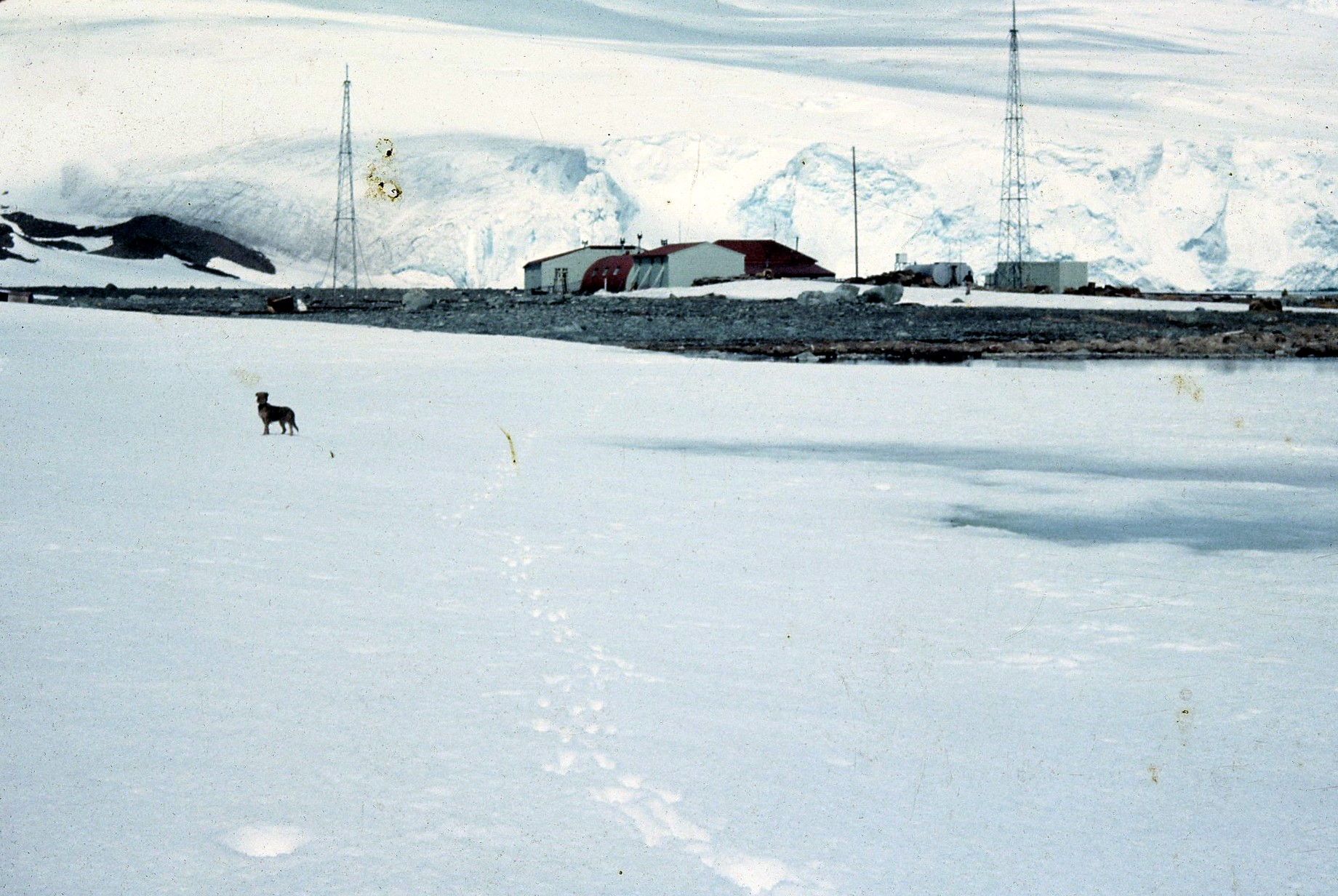
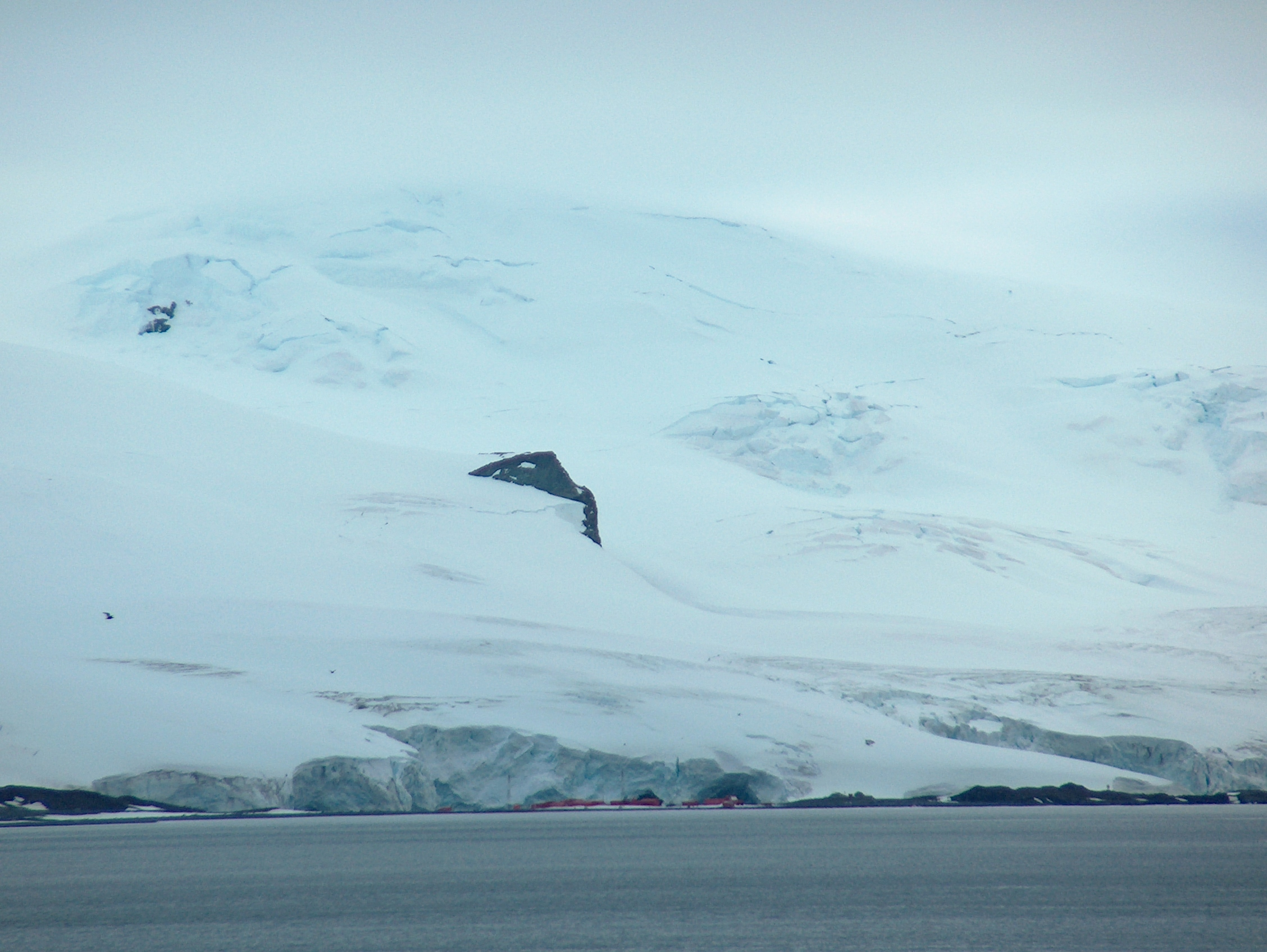
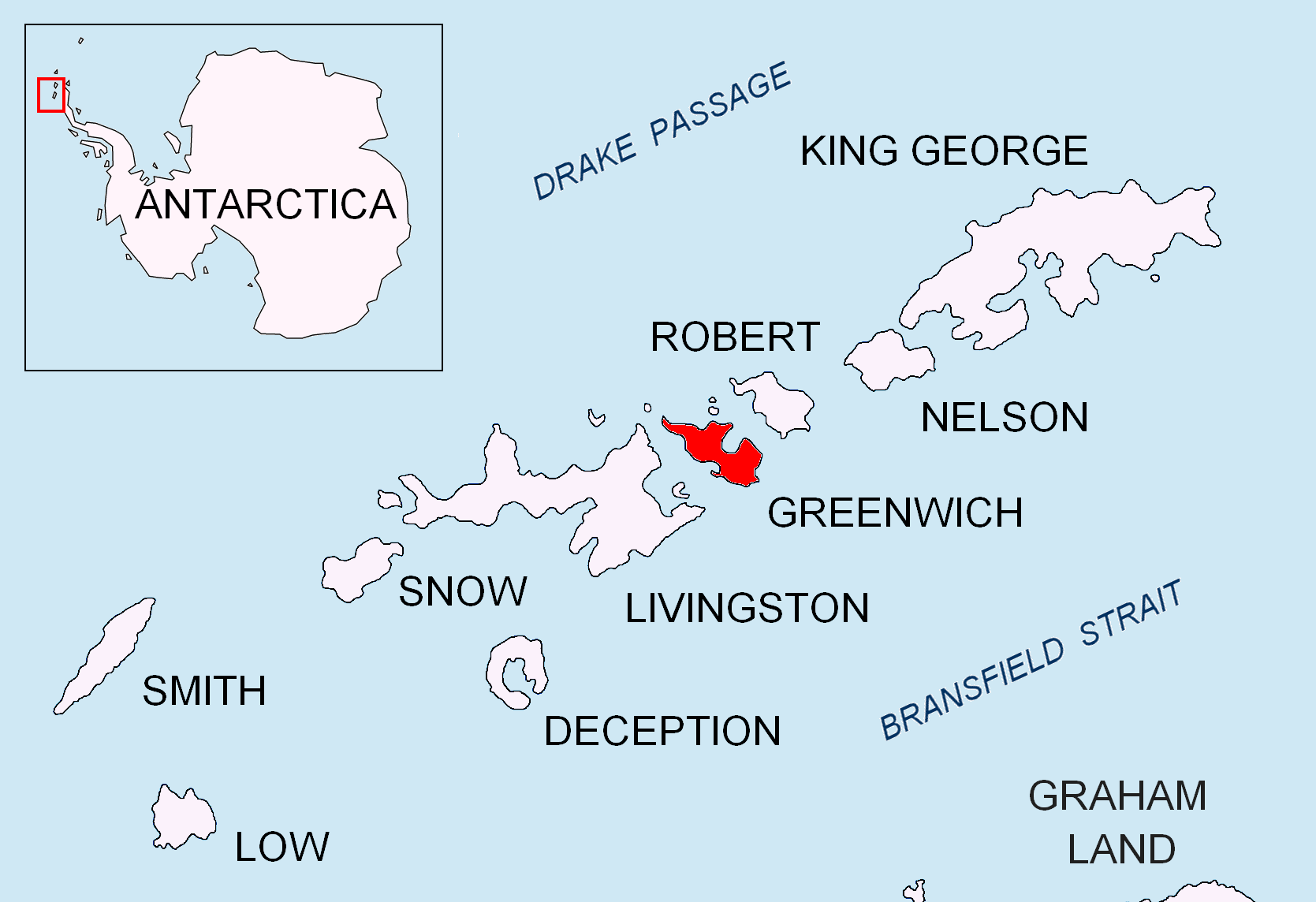